# Florencio Amarilla
Florencio Amarilla Lacasa (Bogado, 1935. január 3. – Vélez-Rubio, 2012. augusztus 25.) paraguayi labdarúgócsatár, edző, színész.
A paraguayi válogatott tagjaként részt vett az 1958-as labdarúgó-világbajnokságon. A torna után Spanyolországba költözött.